# 11907 Näränen
11907 Näränen eller 1992 ER8 är en asteroid i huvudbältet som upptäcktes den 2 mars 1992 av UESAC vid La Silla-observatoriet. Den är uppkallad efter den finske astronomen Jyri Näränen.
Asteroiden har en diameter på ungefär 5 kilometer och den tillhör asteroidgruppen Koronis.